# Øystein Djupedal
Øystein Kåre Djupedal (født 5. maj 1960 i Oslo) er en norsk politiker. Han var landets i undervisningsminister fra 2005 til 2007. Han blev første gang valgt til Stortinget fra Sør-Trøndelag i 1993, og har siddet fire perioder i Stortinget. Han stillede ikke til genvalg ved Stortingsvalget 2009.  Indtil 2015 var han medlem i partiet SV; I 2015 blev han medlem af Arbeiderpartiet.
Pr. 2017 er arbejdsplassen, Universitetet i Agder.
Han er gift og har tre barn.